# Lagaan
Lagaan är en indisk långfilm från 2001, skriven och regisserad av Ashutosh Gowariker. 

## Handling
Filmen utspelar sig i den lilla byn Champaner på den indiska landsbygden 1893. Skörden har varit dålig, och byn kan inte betala den skatt, Lagaan, som engelsmännen kräver in via en maharadja. Byborna försöker tala förstånd med den engelska kommendanten, som istället ingår ett vad med dem. Om byborna kan slå engelsmännen i cricket slipper de skatten, annars får de betala tredubbel skatt. Byborna går med på vadet, trots att de aldrig tidigare spelat cricket.

## Om filmen
Lagaan blev nominerad i klassen bästa utländska film vid Oscarsgalan 2002. Filmbolag: Aamir Khan Productions, filmen producerad av Set Pictures. Filmen hade svensk premiär på Stockholms filmfestival 12 november 2001, men gick på bio först under hösten 2002.